# Axstedt
Axstedt là một đô thị của huyện Osterholz, bang Niedersachsen, Đức. Đô thị này có diện tích 10,7 km².
Đô thị này đã thuộc Tổng giáo phận Bremen. Năm 1648, Tổng giáo phận này đã được chuyển sang Lãnh địa Bremen, được cai trị trong một liên minh cá nhân bởi Thụy Điển và từ năm 1715 trở đi thị bởi triều đinh Đức. Năm 1823, lãnh địa này đã bị giải thể và lãnh thổ của nó đã thuộc bang mới.